# دين كرو (لاعب كرة قاعدة)
دين كرو (بالإنجليزية: Dean Crow)‏ هو لاعب كرة قاعدة أمريكي، ولد في 21 أغسطس 1972 في غارلاند في الولايات المتحدة.

## وصلات خارجية
- دين كرو على موقع دوري كرة القاعدة الرئيسي (الإنجليزية)
- دين كرو على موقعبيزبول رفرنس.كوم (الدوري الرئيسي) (الإنجليزية)
- دين كرو على موقعبيزبول رفرنس.كوم (الدوري الثانوي) (الإنجليزية)
- دين كرو على موقع إي إس بي إن.كوم (أم.أل.بي) (الإنجليزية)
- دين كرو على موقع مشجعي الرسوم البيانية (الإنجليزية)